# مونت کمبلا
مونت کمبلا (به انگلیسی: Mount Kembla) یک کوه و حومه شهر در استرالیا است که در نیو ساوت ولز واقع شده‌است.